# Vem que Tem
Vem que Tem  é um programa brasileiro de fim de ano produzido pelos Estúdios Globo, em parceria com o GNT e a TV Globo. Desde 2024, o programa é apresentado por Eliana e Paulo Vieira, reunindo atrações musicais, quadros de humor e interatividade com o público em um formato dinâmico voltado para a temporada de promoções da Black Friday. Com direção geral de Celso Bernini e direção de gênero de Raoni Carneiro, o especial mescla entretenimento e ofertas comerciais ao longo da transmissão.
O programa teve sua estreia em 18 de novembro de 2022, inicialmente com Fábio Porchat e Juliana Paes na apresentação. Na edição de 2023, Taís Araújo assumiu o comando do especial.

## Formato
O programa é embalado por atrações musicais, diversão e games, trazendo diversas oportunidades de compra com promoções e descontos que estimulam o público a capturar e aproveitar ofertas ao longo de sua exibição.

## Apresentação
Cada edição anual contou com diferentes duplas de apresentadores, conforme o enfoque e o elenco promocional do ano.
| Apresentadores | Temporadas | Temporadas | Temporadas | Temporadas | Temporadas |
| Apresentadores | 1          | 2          | 3          | 4          | 5          |
| -------------- | ---------- | ---------- | ---------- | ---------- | ---------- |
| Fábio Porchat  |            |            |            |            |            |
| Juliana Paes   |            |            |            |            |            |
| Taís Araújo    |            |            |            |            |            |
| Eliana         |            |            |            |            |            |
| Paulo Vieira   |            |            |            |            |            |

## Episódios
| Episódio               | Convidados |
| ---------------------- | --- |
| 18 de novembro de 2022 | Sophia Abrahão, Sérgio Malheiros, Dani Calabresa, Gloria Groove, Priscilla e Juliette.                                                        |
| 23 de novembro de 2023 | Dani Calabresa, Tati Machado, Mariana Santos, Thiago Oliveira, Amaury Lorenzo, Diego Martins, João Gomes, Dilsinho e Mari Fernandez.          |
| 28 de novembro de 2024 | Juliana Paes, Welder Rodrigues, Heloísa Périssé, Luis Miranda, Maria Clara Gueiros, Rafael Infante, Dhu Moraes, Luis Lobianco, Dani Calabresa |
| 27 de novembro de 2025 | |